# اصلاح‌طلبان (فیلم)
اصلاح‌طلبان (انگلیسی: The Reformers) یک فیلم کمدی صامت کوتاه به کارگردانی ویلارد لوئیس است که در سال ۱۹۱۶ منتشر شد. از بازیگران این فیلم می‌توان به اولیور هاردی، بیلی روژ، برت تریسی و فلورنس مک‌لاکلین اشاره کرد.